# Uroczyska Łąckie
Uroczyska Łąckie este o arie protejată (sit de importanță comunitară — SCI) din Polonia întinsă pe o suprafață de 1.620,44 ha, integral pe uscat.

## Localizare
Centrul sitului Uroczyska Łąckie este situat la coordonatele 52°29′05″N 19°37′44″E / 52.4846°N 19.6289°E.

## Înființare
Situl Uroczyska Łąckie a fost declarat sit de importanță comunitară în august 2007 pentru a proteja 1 specie de plante și 2 specii de animale.

## Biodiversitate
Situată în ecoregiunea continentală, aria protejată conține 5 habitate naturale: Lacuri eutrofice naturale cu vegetație de tip Magnopotamion sau Hydrocharition, Mlaștini turboase de tranziție și turbării mișcătoare, Păduri de stejar și carpen Galio-Carpinetum, Păduri aluvionare cu Alnus glutinosa și Fraxinus excelsior (Alno-Padion, Alnion incanae, Salicion albae), Păduri mixte riverane de Quercus robur, Ulmus laevis și Ulmus minor, Fraxinus excelsior sau Fraxinus angustifolia, de-a lungul marilor râuri (Ulmenion minoris).
La baza desemnării sitului se află mai multe specii protejate:
- plante (1): otrățelul bălților (Aldrovanda vesiculosa)
- amfibieni (2): buhai de baltă cu burta roșie (Bombina bombina), triton cu creastă (Triturus cristatus)